# غيردية كبيرة الأزهار
غيردية كبيرة الأزهار (الاسم العلمي: Gaillardia x grandiflora) هو نوع من النباتات الهجينة يتبع جنس الغيردية من الفصيلة النجمية.